# Тирлич (баскетбольний клуб)
«Тирлич» — український баскетбольний клуб, що представляє місто Коломия Івано-Франківської області.
За підсумками сезону 2010/2011 років команда фінішувала на п'ятому місці в групі «Захід» першої ліги чемпіонату України з баскетболу, а також здобула срібні нагороди першості Івано-Франківської області з баскетболу, пропустивши уперед івано-франківський клуб «ІМЕ-Галицька академія».
У 2012 році «Тирлич» посів третє місце в змаганні серед команд першої ліги, а також виборов звання чемпіона Івано-Франківської області. У фіналі коломияни переграли івано-франківський «Кооператор» — 87:67.
Основу команди на внутрішньообласних змаганнях складають місцеві вихованці, а в першій лізі чемпіонату України за нього виступають також гравці з інших міст.